# Giovanni Battista Carletti Giampieri
Giovanni Battista Carletti Giampieri (Piticchio, 29 aprile 1806 – 1867) è stato un politico italiano.

## Biografia
Fu eletto deputato nel Collegio elettorale di Fabriano nella VIII e nella IX legislatura del Regno d'Italia. Fu inoltre Presidente della Provincia di Ancona nel biennio 1862-1863.